# صنایع پی‌پی‌جی
شرکت صنایع پی‌پی‌جی(به انگلیسی: PPG Industries) یک شرکت آمریکایی فعال در حوزه رنگ، رزین‌های صنعتی، مواد شیمیایی، شیشه، تجهیزات اپتیک و فایبرگلاس است. این شرکت در سال ۱۸۸۳ میلادی تأسیس شد و هم‌اکنون دفتر اصلی شرکت در پیتسبورگ پنسیلوانیا واقع است. این شرکت همچنین در ۷۰ کشور جهان مشغول به فعالیت می‌باشد. پی‌پی‌جی در سال ۲۰۱۳ با فروشی بالغ بر ۱۱٫۴۸۰ میلیارد دلار توانست پس از شرکت هلندی اکزونوبل، جایگاه دوم بزرگترین شرکت‌های سازنده رنگ و پوشش‌های محافظ را به خود اختصاص دهد.